# Anisotremus scapularis
Anisotremus scapularis är en fiskart som först beskrevs av Tschudi, 1846.  Anisotremus scapularis ingår i släktet Anisotremus och familjen Haemulidae. IUCN kategoriserar arten globalt som livskraftig. Inga underarter finns listade i Catalogue of Life.